# Hrvatska kulturnopovijesna i suvremena ekumena

## Hrvatski pisci iz Bosne i Hercegovine
- Leksikon hrvatskih književnika BiH od najstarijih vremena do danas
- Matija Divković
- Filip Lastrić
- Silvije Strahimir Kranjčević
- Antun Branko Šimić
- Nikola Šop
- Ivo Andrić
- Jakša Kušan
- Musa Ćazim Ćatić
- Tomislav Ladan
- Mak Dizdar
- Mirko Kovač

## Razne teme iz Bosne i Hercegovine
- Bosanski franjevci
- Crkva bosanska
- Bosančica

## Pregled jezične povijesti u Bosni i Hercegovini
- Prikaz povijesti jezika u Bosni i Hercegovini

## Bosanska i humska vlastela i dinastije
- Hrvatinići
- Kosače
- Kotromanići

## Boka kotorska
- Kotor
- Sveti Leopold Mandić